# Список дипломатических миссий Ливии

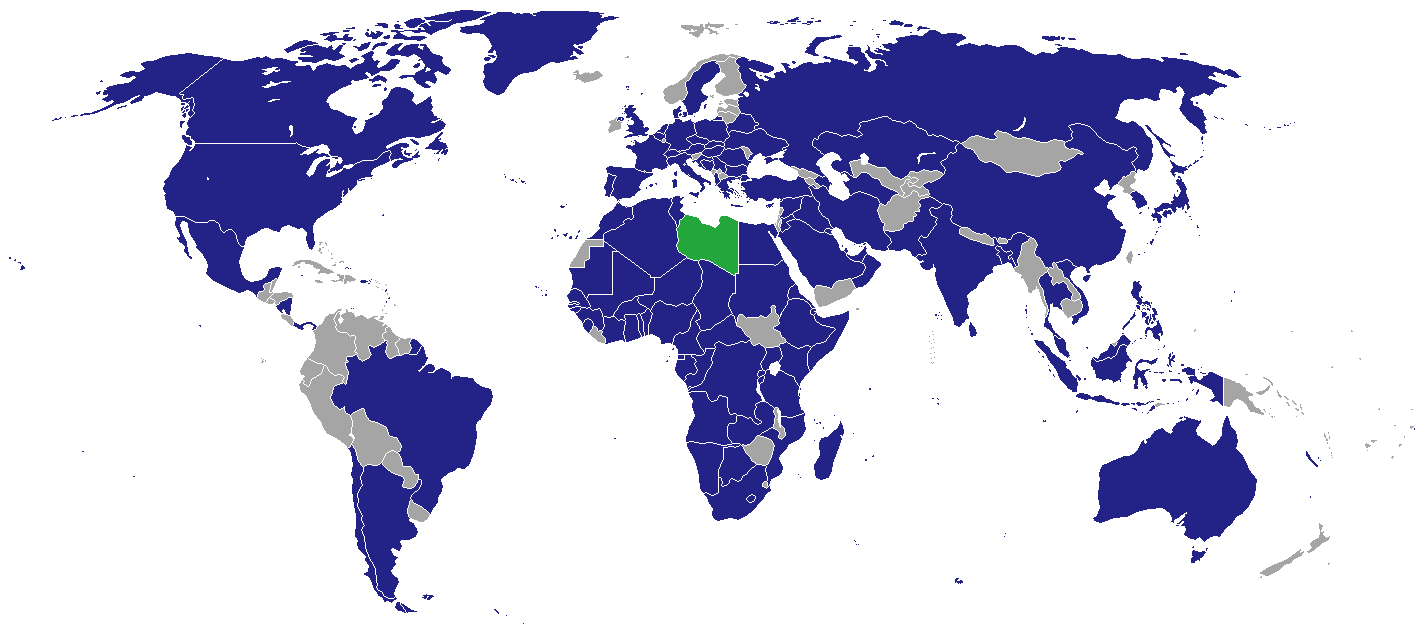
Карта дипломатических представительств Ливии

Список дипломатических миссий в Ливии — перечень дипломатических миссий (посольств) и генеральных консульств Ливии в странах мира (не включает почётных консульств).

## Африка

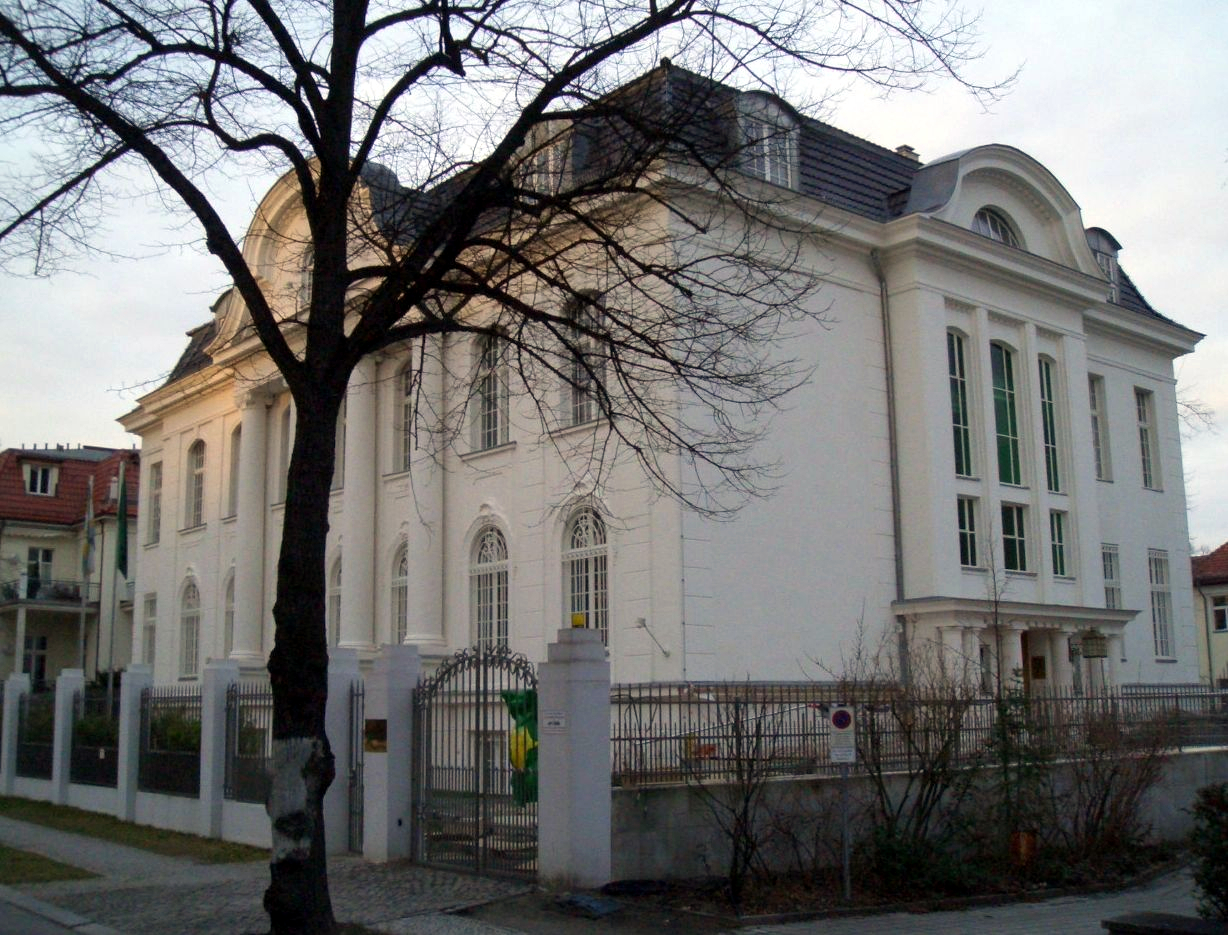
Посольства Ливии в Берлине

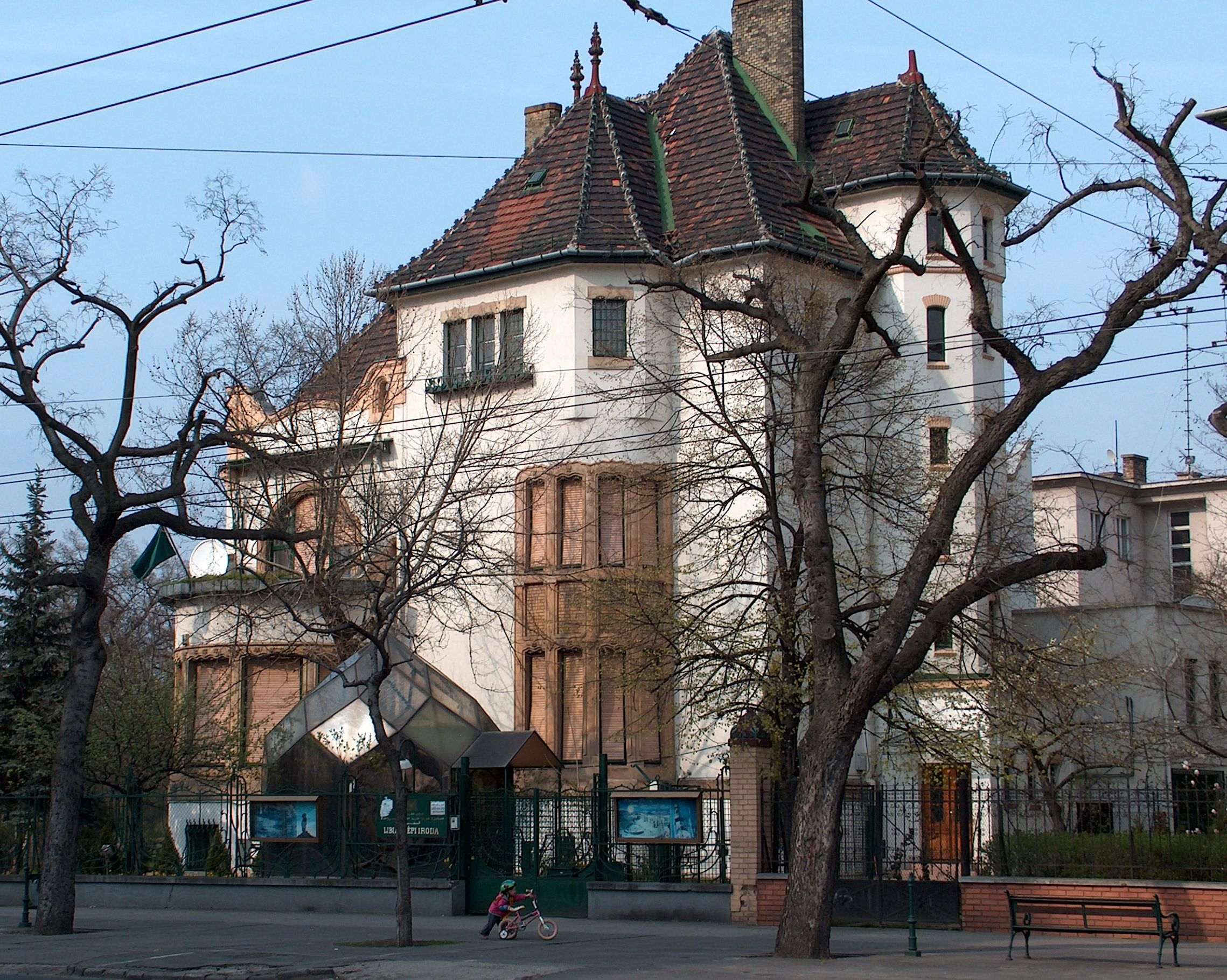
Посольство Ливии в Будапеште

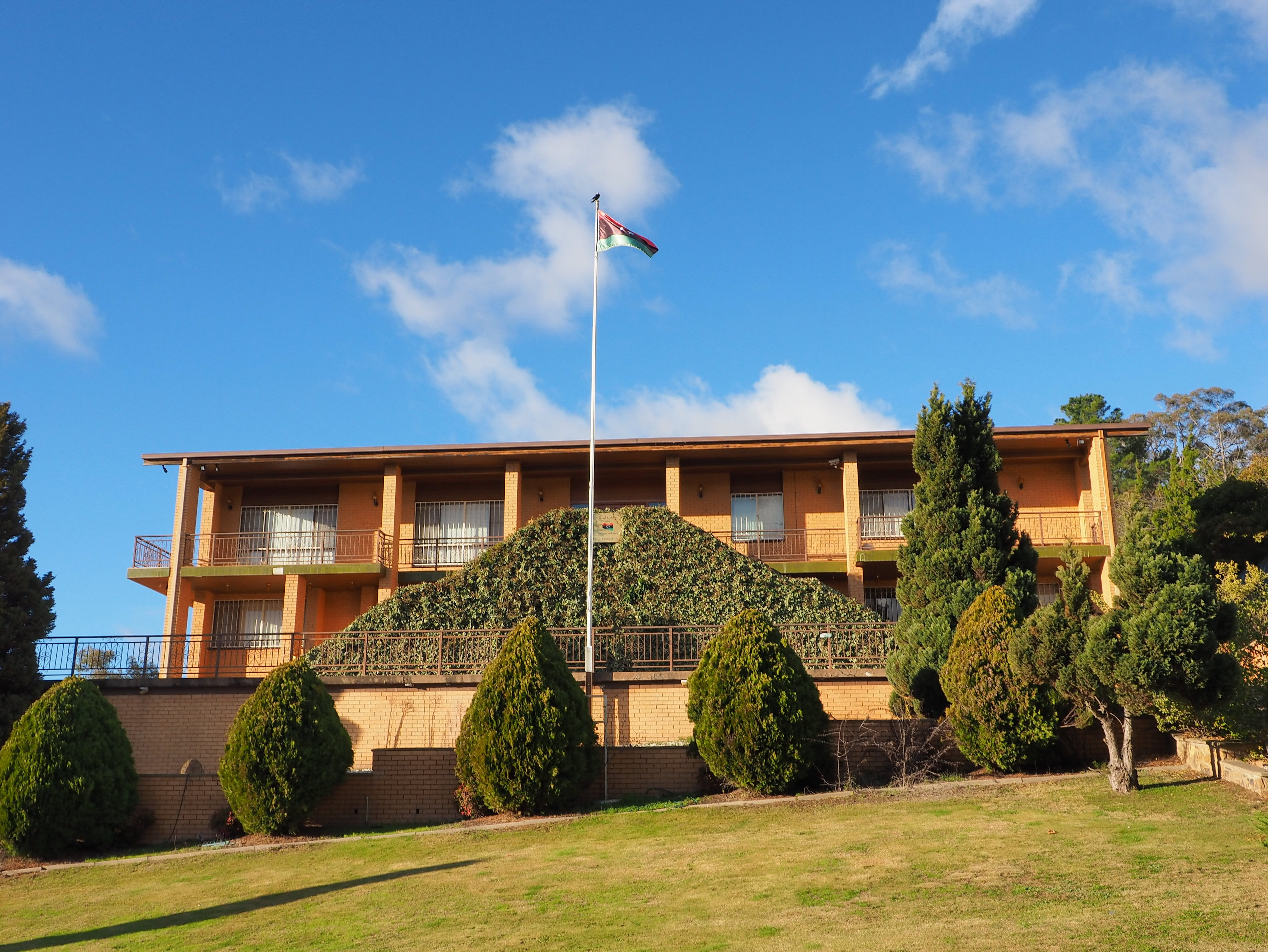
Посольство Ливии в Канберре

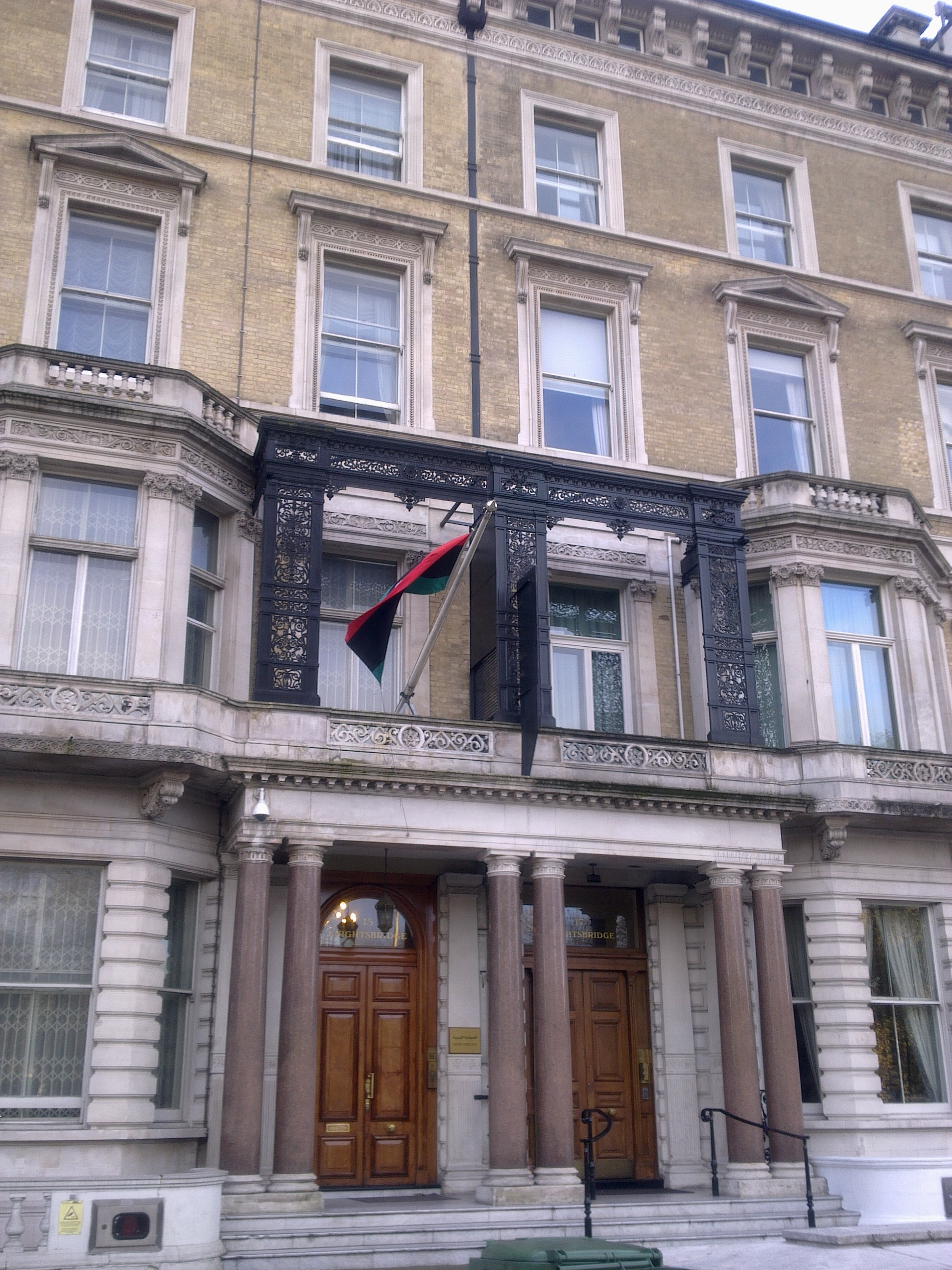
Посольство Ливии в Лондоне

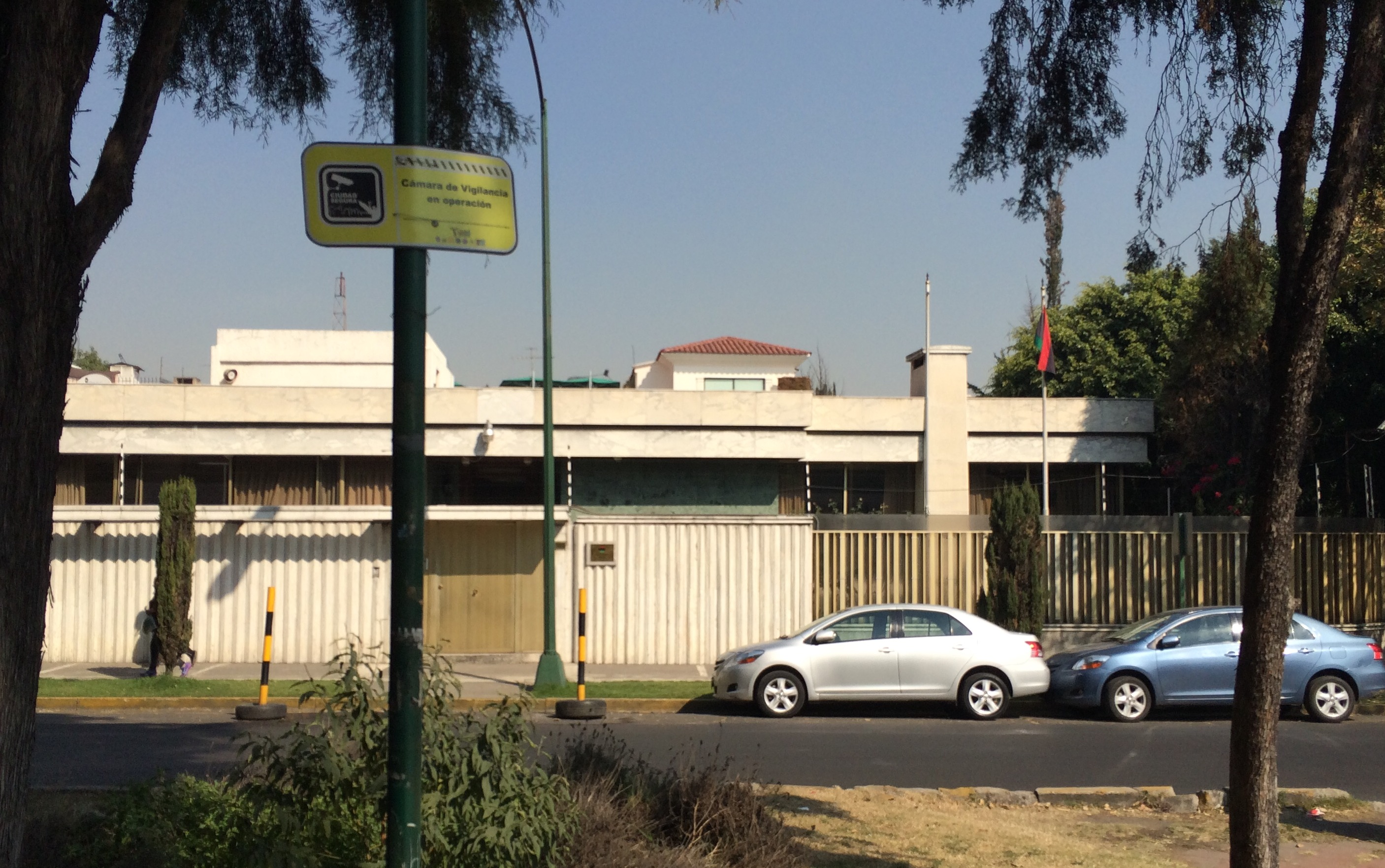
Посольство Ливии в Мехико

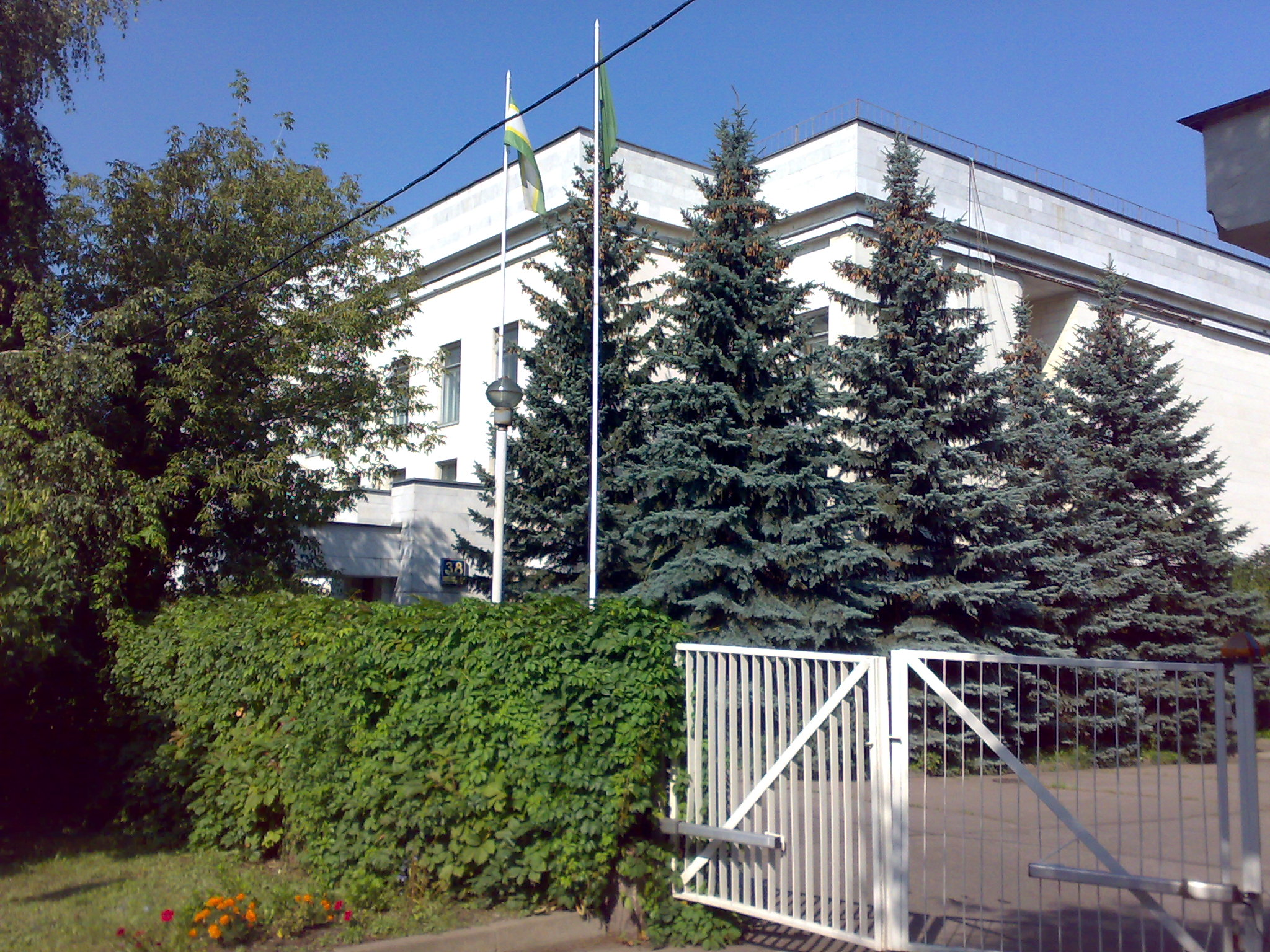
Посольство Ливии в Москве

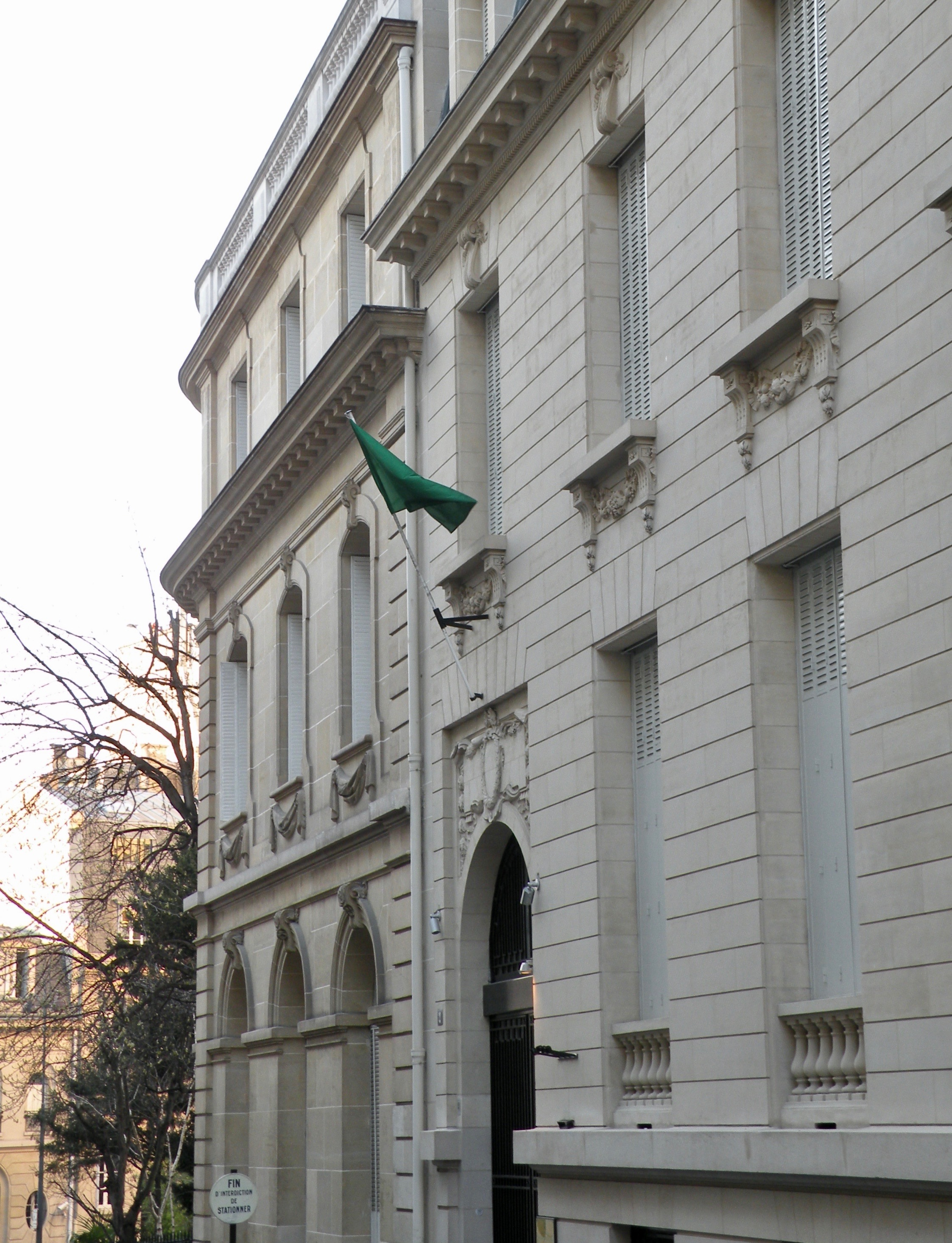
Посольство Ливии в Париже

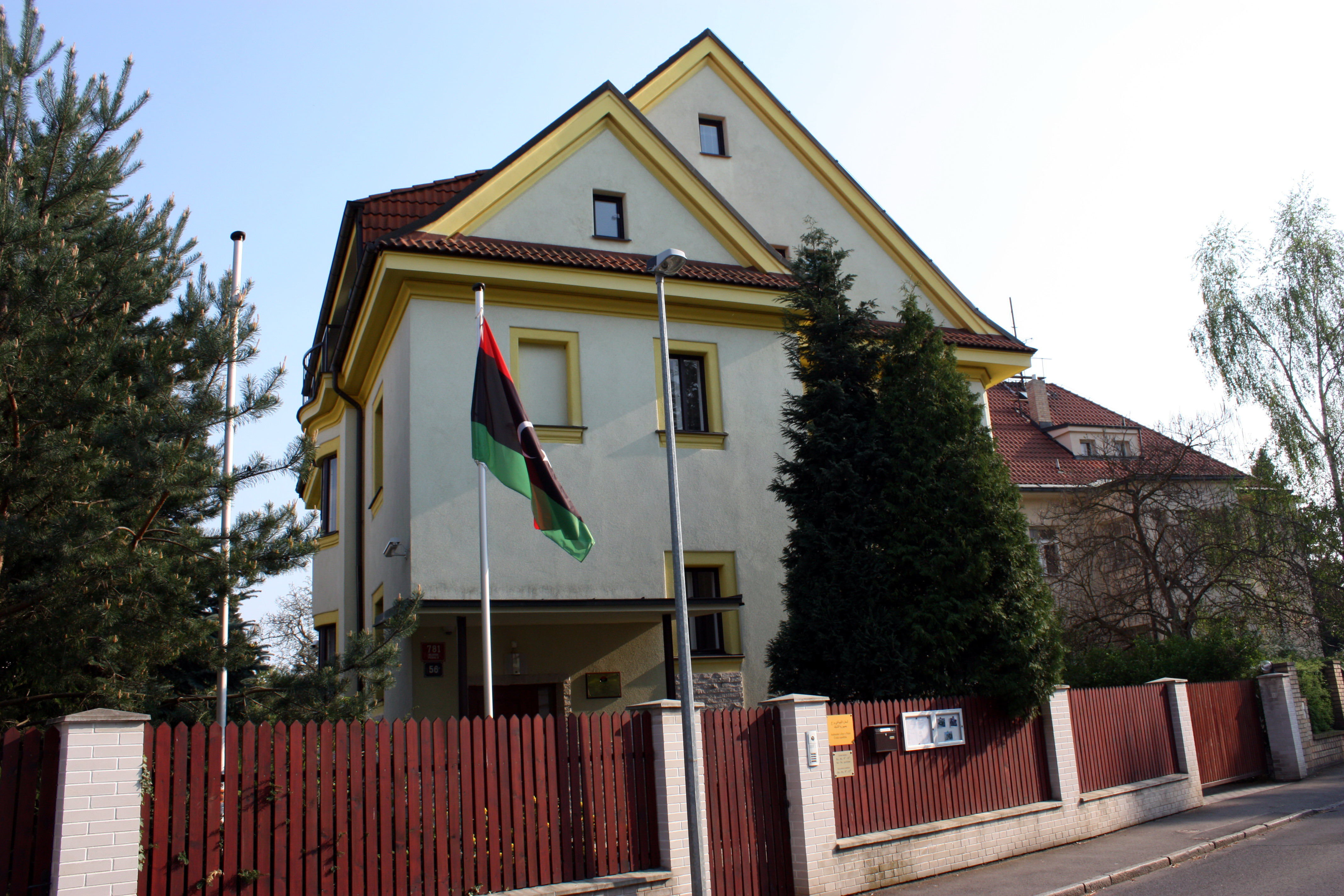
Посольство Ливии в Праге

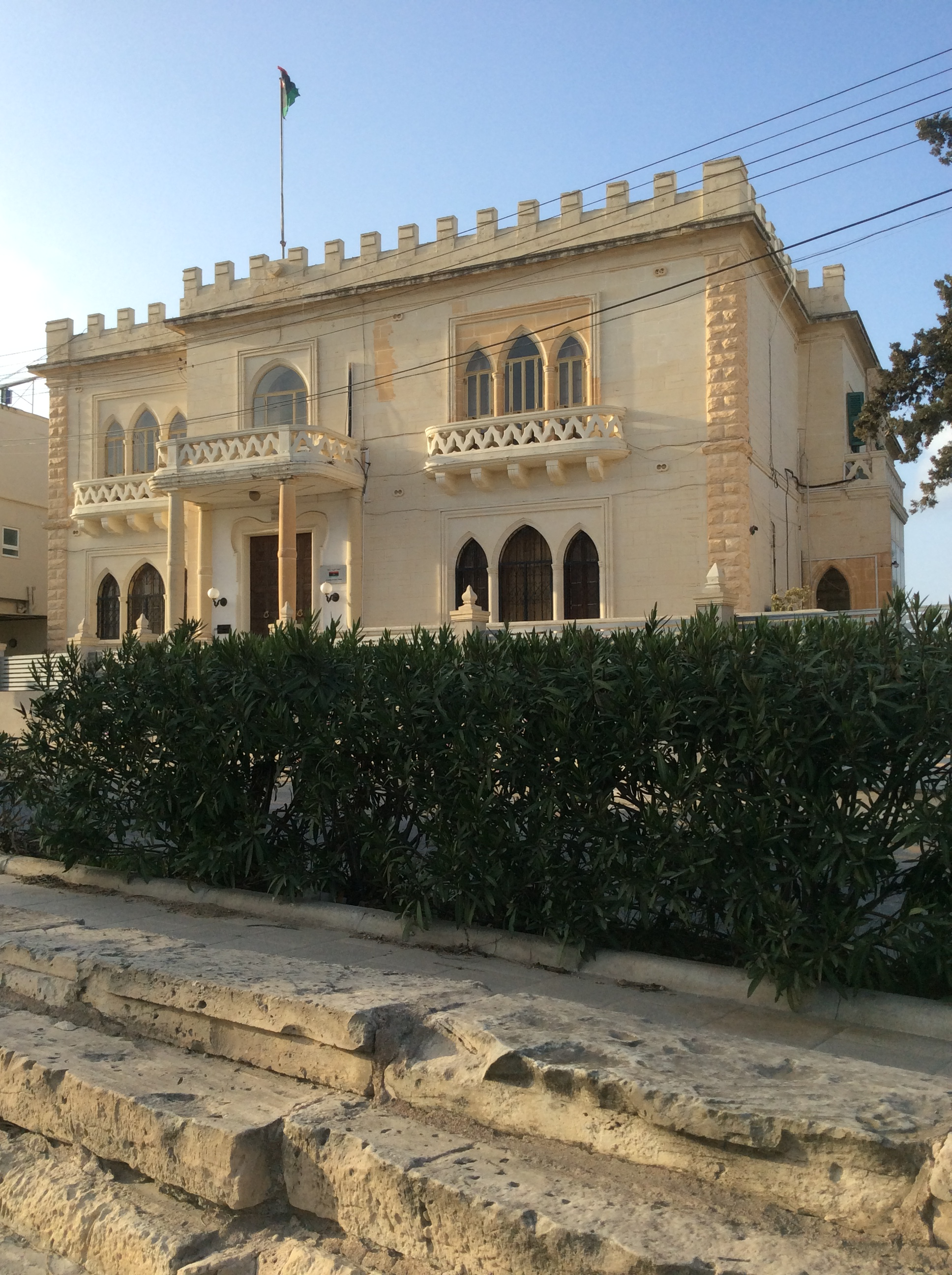
Посольство Ливии в Валлетте

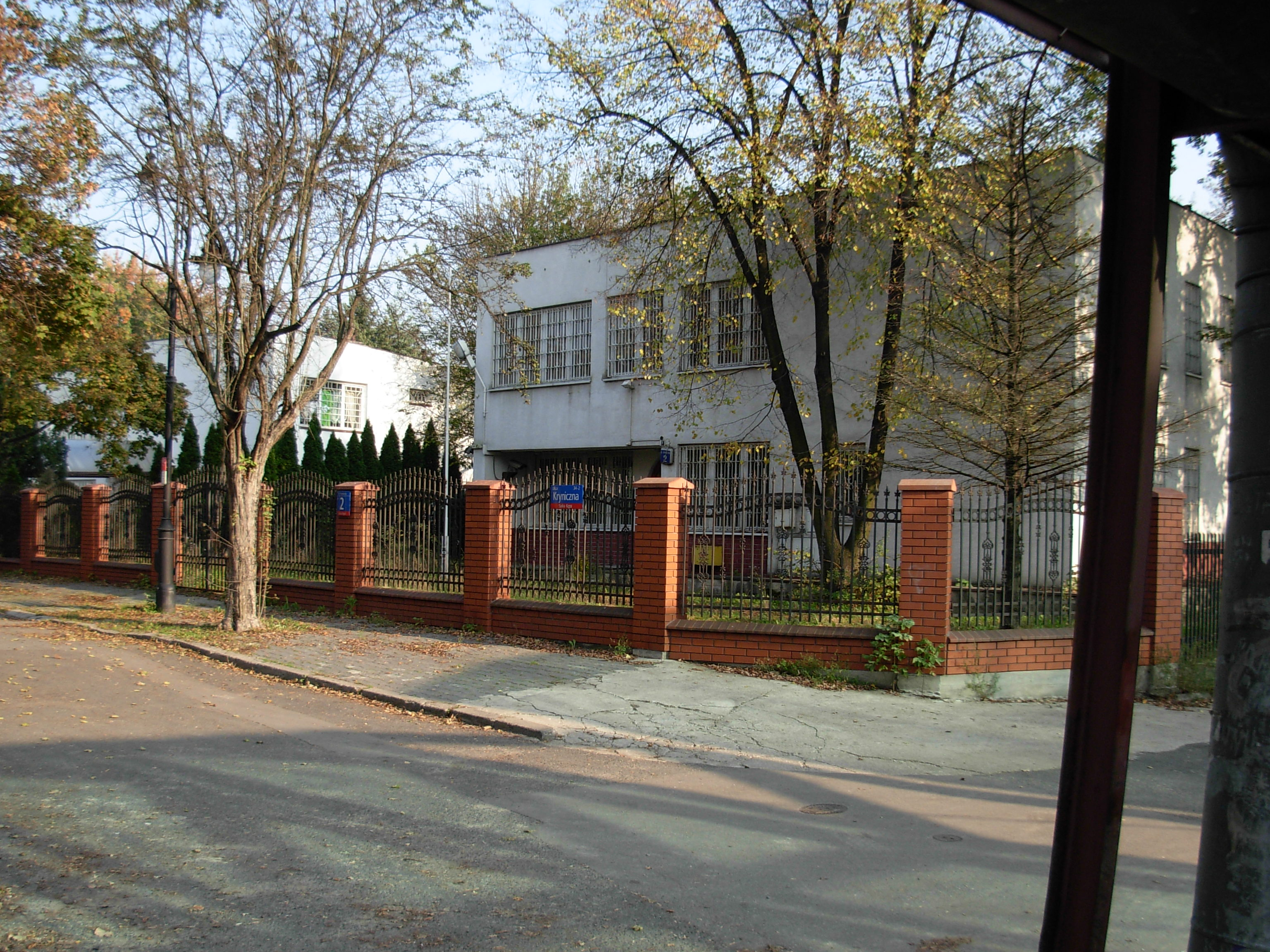
Посольство Ливии в Варшаве

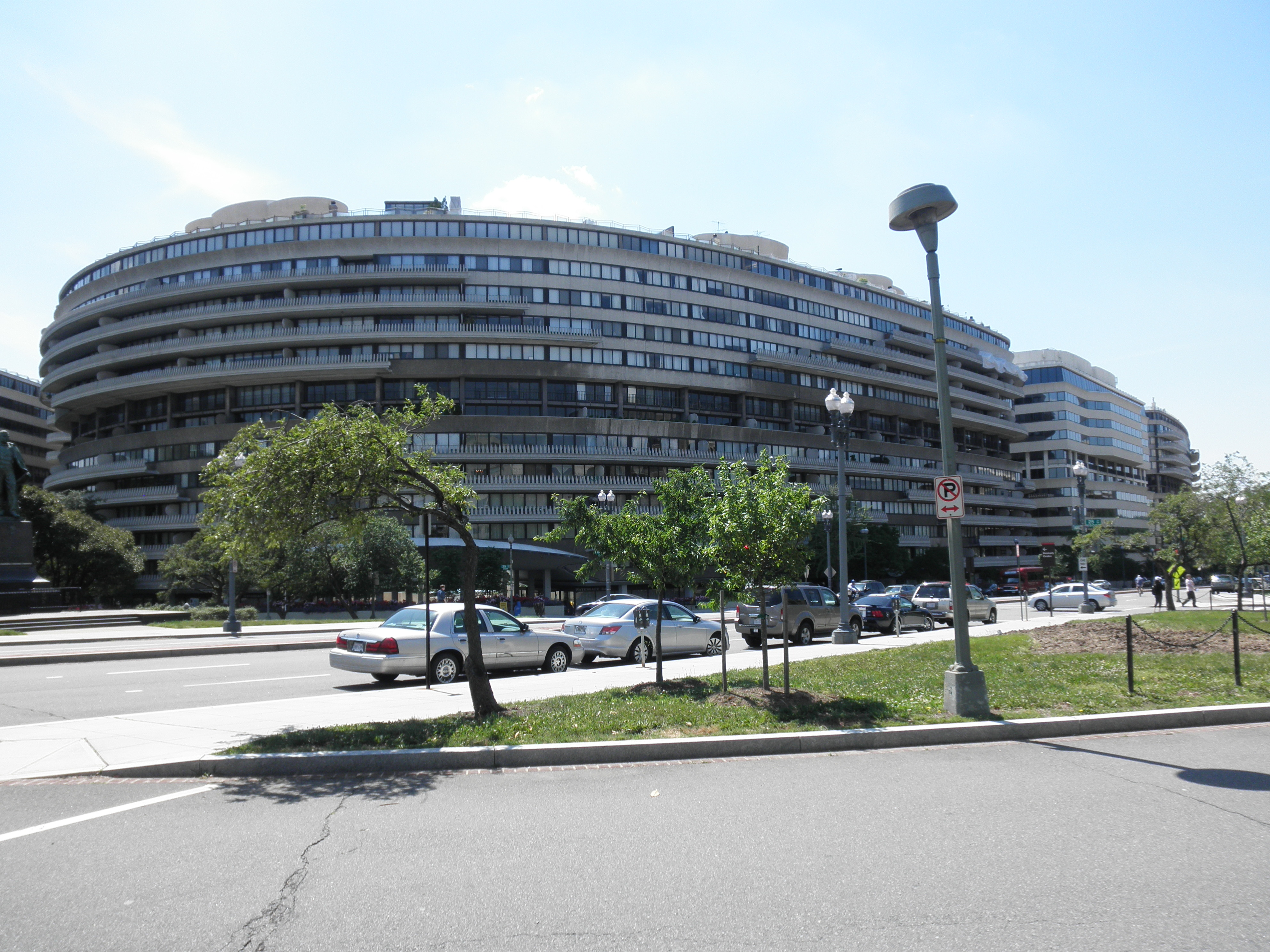
Посольство Ливии в Вашингтоне, округ Колумбия

- Алжир
  - Алжир (посольство)
- Ангола
  - Луанда (посольство)
- Бенин
  - Котону (посольство)
- Буркина-Фасо
  - Уагадугу (посольство)
- Бурунди
  - Бужумбура (посольство)
- Камерун
  - Яунде (посольство)
- Кабо-Верде
  - Прая (посольство)
- ЦАР
  - Банги (посольство)
- Чад
  - Нджамена (посольство)
- Коморы
  - Морони (посольство)
- Республика Конго
  - Браззавиль (посольство)
- Кот-д’Ивуар
  - Абиджан (посольство)
- Демократическая Республика Конго
  - Киншаса (посольство)
- Египет
  - Каир (посольство)
  - Александрия (Consulate-General)
- Эфиопия
  - Аддис-Абеба (посольство)
- Габон
  - Либревиль (посольство)
- Гамбия
  - Банжул (посольство)
- Гана
  - Аккра (посольство)
- Гвинея-Бисау
  - Бисау (посольство)
- Кения
  - Найроби (посольство)
- Лесото
  - Масеру (посольство)
- Мадагаскар
  - Антананариву (посольство)
- Мали
  - Бамако (посольство)
- Мавритания
  - Нуакшот (посольство)
- Марокко
  - Рабат (посольство)
  - Касабланка (Consulate-General)
- Мозамбик
  - Мапуту (посольство)
- Намибия
  - Виндхук (посольство)
- Нигер
  - Ниамей (посольство)
- Нигерия
  - Абуджа (посольство)
- Руанда
  - Кигали (посольство)
- Сенегал
  - Дакар (посольство)
- Сейшелы
  - Виктория (посольство)
- Сьерра-Леоне
  - Фритаун (посольство)
- ЮАР
  - Претория (посольство)
- Судан
  - Хартум (посольство)
- Танзания
  - Дар-эс-Салам (посольство)
- Того
  - Ломе (посольство)
- Тунис
  - Тунис (посольство)
- Уганда
  - Кампала (посольство)
- Замбия
  - Лусака (посольство)
- Зимбабве
  - Хараре (посольство)

## Северная Америка
- Канада
  - Оттава (посольство)
- Куба
  - Гавана (посольство)
- Мексика
  - Мехико (посольство)
- Никарагуа
  - Манагуа (посольство)
- Панама
  - Панама (посольство)
- США
  - Вашингтон (посольство)

## Южная Америка
- Аргентина
  - Буэнос-Айрес (посольство)
- Бразилия
  - Бразилиа (посольство)
- Венесуэла
  - Каракас (посольство)

## Азия
- Бахрейн
  - Манама (посольство)
- Бангладеш
  - Дакка (посольство)
- КНР
  - Пекин (посольство)
- Республика Кипр
  - Никосия (посольство)
- Индия
  - Нью-Дели (посольство)
- Индонезия
  - Джакарта (посольство)
- Иран
  - Тегеран (посольство)
- Япония
  - Токио (посольство)
- Иордания
  - Амман (посольство)
- Казахстан
  - Астана (посольство)
- Республика Корея
  - Сеул (посольство)
- Кувейт
  - Эль-Кувейт (посольство)
- Ливан
  - Бейрут (посольство)
- Малайзия
  - Куала-Лумпур (посольство)
- Оман
  - Маскат (посольство)
- Пакистан
  - Исламабад (посольство)
  - Карачи (генеральное консульство)
- Филиппины
  - Манила (посольство)
- Катар
  - Доха (посольство)
- Саудовская Аравия
  - Эр-Рияд (посольство)
  - Джидда (генеральное консульство)
- Шри-Ланка
  - Коломбо (посольство)
- Сирия
  - Дамаск (посольство)
- Таиланд
  - Бангкок (посольство)
- Турция
  - Анкара (посольство)
  - Стамбул (генеральное консульство)
- Туркмения
  - Ашхабад (посольство)
- Объединённые Арабские Эмираты
  - Абу-Даби (посольство)
- Вьетнам
  - Ханой (посольство)
- Йеман
  - Сана (посольство)

## Европа
- Албания
  - Тирана (посольство)
- Австрия
  - Вена (посольство)
- Азербайджан
  - Баку (посольство)
- Белоруссия
  - Минск (посольство)
- Бельгия
  - Брюссель (посольство)
- Босния и Герцеговина
  - Сараево (посольство)
- Болгария
  - София (посольство)
- Хорватия
  - Загреб (посольство)
- Чехия
  - Прага (посольство)
- Дания
  - Копенгаген (посольство)
- Франция
  - Париж (посольство)
  - Марсель (генеральное консульство)
- Германия
  - Берлин (посольство)
- Греция
  - Афины (посольство)
- Ватикан
  - Ватикан (посольство)
- Венгрия
  - Будапешт (посольство)
- Италия
  - Рим (посольство)
  - Милан (генеральное консульство)
  - Палермо (генеральное консульство)
- Мальта
  - Валлетта (посольство)
- Нидерланды
  - Гаага (посольство)
- Польша
  - Варшава (посольство)
- Португалия
  - Лиссабон (посольство)
- Румыния
  - Бухарест (посольство)
- Россия
  - Москва (посольство)
- Сербия
  - Белград (посольство)
- Словакия
  - Братислава (посольство)
- Испания
  - Мадрид (посольство)
- Швеция
  - Стокгольм (посольство)
- Швейцария
  - Берн (посольство)
- Украина
  - Киев (посольство)
- Великобритания
  - Лондон (посольство)

## Океания
- Австралия
  - Канберра (посольство)

## Международные организаций
- - Аддис-Абеба (постоянное представительство при африканском Союзе)
  - Каир (постоянные миссии Лиги арабских государств)
  - Рим (постоянное представительство при ФАО)
- ЕС
  - Брюссель (постоянное представительство при ЕС)
- ООН
  - Женева (постоянное представительство при Организации Объединенных Наций и других международных организаций)
  - Найроби (постоянное представительство при Организации Объединенных Наций и других международных организаций)
  - Нью-Йорк (постоянное представительство при Организации Объединенных Наций)
  - Вена (постоянное представительство при Организации Объединенных Наций и других международных организаций)
- ЮНЕСКО
  - Париж (постоянное представительство при ЮНЕСКО)